# Feliks Fabian
Feliks Fabian (Goldberg) (ur. 14 listopada 1909 w Warszawie, zm. 4 stycznia 1994 w Londynie) – polski malarz, grafik i aktor pochodzenia żydowskiego. 

## Życiorys
Malarstwa uczył się pod kierunkiem prof. Sterlinga w Wiedniu, a następnie prof. Maccioco w Rzymie. Po wybuchu II wojny światowej wyjechał do Lwowa, gdzie znalazł zatrudnienie jako grafik w teatrze Feliksa Konarskiego. Występował parodiując Charliego Chaplina, został aresztowany przez NKWD w 1940 i zesłany w głąb ZSRR. Uwolniony na podstawie amnestii w 1941 dołączył do organizowanej Armii Polskiej na Wschodzie, z którą wyruszył przez Bliski Wschód. W międzyczasie występował w Czołówce Teatralnej i Paradzie Polskiej. Po zakończeniu działań wojennych podjął decyzję o pozostaniu na emigracji, początkowo mieszkał w Wielkiej Brytanii, skąd wkrótce wyjechał do Argentyny. Od 1948 przez trzy lata pełnił funkcję dyrektora artystycznego działającego w branży filmowej „Studio Parana” w Buenos Aires. W 1951 założył własną pracownię malarską, w połowie lat 60. podjął decyzję o przeprowadzce do Londynu, gdzie mieszkał aż do śmierci. 

## Twórczość
Feliks Fabian był malarzem realistą, duża część jego twórczości to obrazy przedstawiające wspomnienia, codzienne życie we wschodnioeuropejskim miasteczku żydowskim. Zasłynął jako wytrawny portrecista, uwieczniał na swoich obrazach gwiazdy filmu i teatru. Jego prace uczestniczyły w wielu wystawach indywidualnych i zbiorowych, które miały miejsce w Rzymie, Nowym Jorku, Bostonie, Buenos Aires, Londynie i Los Angeles (Hollywood). 